# Concertul de Anul Nou de la Viena

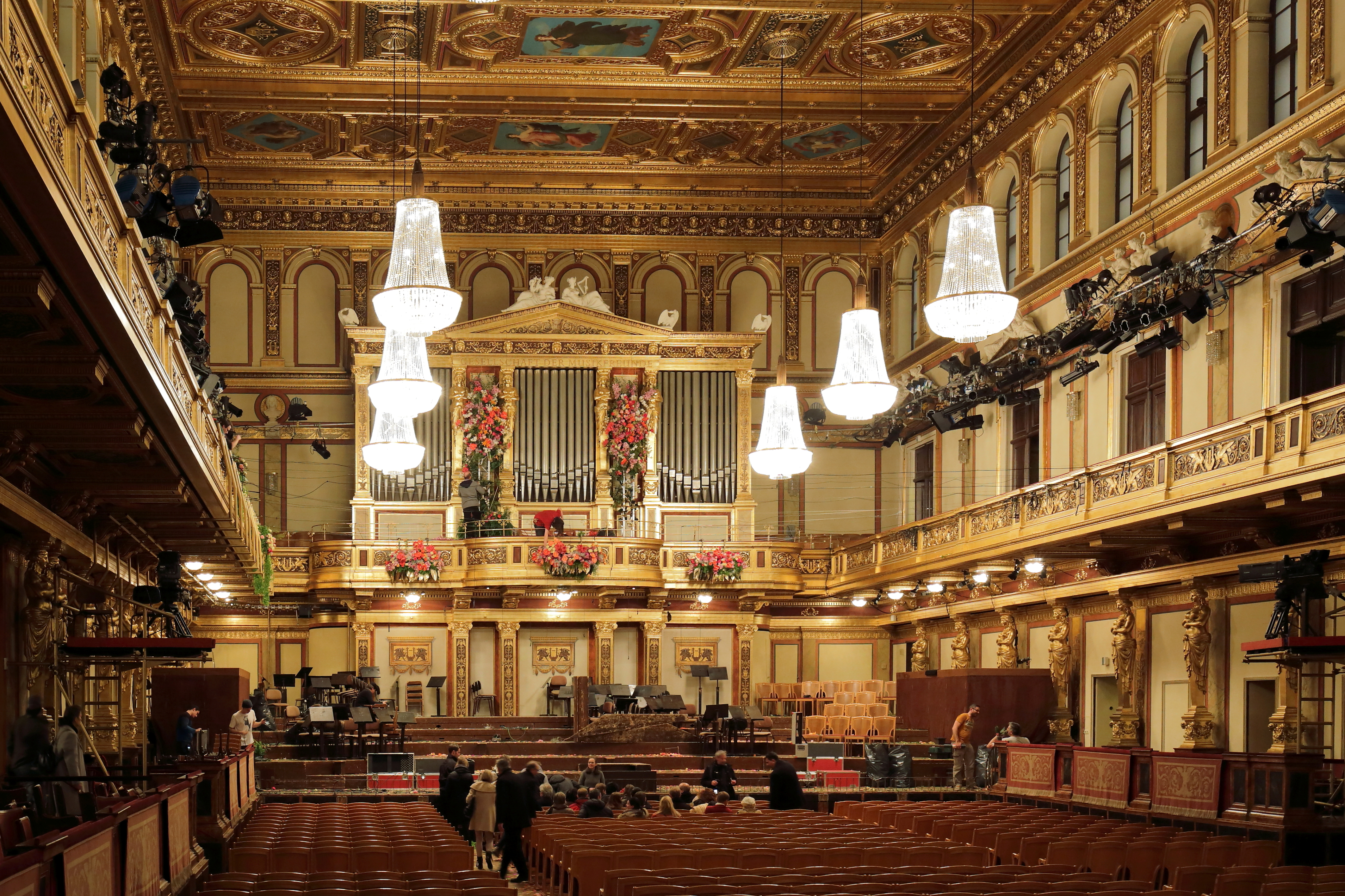
Sala Mare a Wiener Musikverein

Concertul de Anul Nou (germană Das Neujahrskonzert der Wiener Philharmoniker) al Orchestrei Filarmonice din Viena este cel mai popular  concert de Anul Nou, difuzat în 92 de țări și urmărit în direct de aproximativ 50 de milioane de spectatori. 

## Istoric
Primul concert a avut loc pe 31 decembrie 1939 și a fost dirijat de Clemens Krauss. Acel concert extraordinar a fost inițiat ca demers propagandistic Joseph Goebbels, la scurt timp după izbucnirea celui de Al Doilea Război Mondial. De atunci concertul are loc în fiecare an la Viena, în dimineața zilei de 1 ianuarie.

## Genul muzical și locația
Muzica este, în principal, cea a familiei Strauss (Johann Strauss (tatăl), Johann Strauss (fiul), Josef Strauss și Eduard Strauss). Florile care decorează sala de concert Wiener Musikverein erau donate anual de către orașul San Remo din Italia, o tradiție începută în anul 1980,dar la care s-a renunțat în ultimii ani din motive financiare. Acum, florile sunt asigurate de floriștii vienezi de la Vienna City Garden. Sala Musikverein a fost inaugurată la 6 ianuarie 1870 prin contribuția financiară a macedoromânului Nicolae Dumba.
Concertul se termină totdeauna cu o serie de bis-uri după programul principal. Apoi muzicienii urează în cor audienței un An Nou fericit și încheie concertul cu Valsul Dunărea Albastră al lui Johann Strauss II, urmat de Marșul lui Radetzky într-un aranjament muzical creat de compozitorul Leopold Weninger, fost membru al Partidului Muncitoresc German-Socialist. Spre deosebire de versiunea originală a lui Johann Strauss (tatăl) - „Urfassung”, noul aranjament este mai ritmic și mai vivace, astfel încât să implice publicul, răspunzând astfel cerințelor propagandistice de la acea vreme. În timpul acestei ultime piese, publicul aplaudă în ritmul melodiei iar dirijorul se întoarce să dirijeze audiența, în locul orchestrei.
O schimbare față de organizarea tradițională a sfârșitului concertului în perioada recentă a avut loc cu ocazia concertului in 2005 dirijat de Lorin Maazel, când programul s-a terminat cu valsul „Dunărea albastră” în semn de respect față de victimele cutremurului din Oceanul Indian din 2004. 
Concertul este televizat în jurul lumii la o audiență estimată de aproximativ 1 miliard de telespectatori în 44 de țări. El este difuzat în direct din 1959 de către ORF - televiziunea de stat austriacă, și preluat de către rețeaua Eurovision. În Statele Unite concertul a fost difuzat câțiva ani de către postul PBS. Din 2006 o serie de state africane (Botswana, Lesotho, Malawi, Mozambic, Namibia, Swaziland, Zambia și Zimbabwe) precum și din America Latină (Ecuador și Bolivia) au început să transmită spectacolul.
În 2006, nu pentru prima dată în istoria concertului de anul nou, a fost interpretată o partitură de Mozart: uvertura Nunta lui Figaro.
Cu ocazia concertului de la 1 ianuarie 2020 s-a decis să se renunțe la tradiția veche de 80 de ani, din dorința de a se distanța de trecutul nazist al compozitorului Leopold Weninger, deși, după cum a explicat compozitorul și dirijorul Massimo Scapin, „în acele vremuri, orchestra redusă, mozartiană, s-a transformat în aceea a târziului romantic, mult mai mare. Weninger a introdus astfel toate noile instrumente implicând alămurile, în special cornurile, întărind armonia într-un fel foarte deștept, nu superficial. Introducerea tobei portabile o face mai plină de viață și mai veselă decât partitura originală. Este vorba de o lucrare inteligentă și rafinată, iar pentru aceste lucruri, a fost interpretată cu plăcere și la un înalt nivel artistic de către Wiener orchestra”. Această alegere a fost a noului dirijor al Filarmonicii din Viena, letonul Andris Nelsons.

## Dirijorii Concertului de Anul Nou
- Clemens Krauss, 1939, 1941–1945, 1948–1954
- Josef Krips, 1946–1947
- Willi Boskovsky, 1955–1979
- Lorin Maazel, 1980–1986, 1994, 1996, 1999, 2005
- Herbert von Karajan, 1987
- Claudio Abbado, 1988, 1991
- Carlos Kleiber, 1989, 1992
- Zubin Mehta, 1990, 1995, 1998, 2007, 2015
- Riccardo Muti, 1993, 1997, 2000, 2004, 2018,[2] 2021[3]2025[4]
- Nikolaus Harnoncourt, 2001, 2003
- Seiji Ozawa, 2002
- Mariss Jansons, 2006, 2012, 2016
- George Prêtre, 2008, 2010
- Daniel Barenboim, 2009, 2014, 2022[5]
- Franz Welser-Möst, 2011, 2013, 2023[6]
- Gustavo Dudamel, 2017[7]
- Christian Thielemann 2019,[8] 2024[9]
- Andris Nelsons 2020[10][11]